# ГАЕС Голдістал
ГАЕС Голдістал — одна з гідроаккумулювальних електростанцій Німеччини, розташована в центральній частині країни у федеральній землі Тюрингія. Споруджена в долині річки Шварца (басейн Ельби) за 70 км на південь від столиці землі Ерфурта.
Первісні вишукування відносно спорудження гідоаккумулюючої електростанції Голдістал розпочались в середині 1960-х років. Проте в 1980-му через менше ніж очікувалось зростання споживання електроенергії та економічні проблемі в НДР проект заморозили. Приступили до його практичної реалізації лише у 1997 році, вже після об'єднання Німеччини.
Введена в експлуатацію у 2004 році ГАЕС використовує як нижній резервуар споруджене на річці Шварца водосховище об'ємом 18,9 млн м3 (розмір обрано з урахуванням функції захисту від можливих паводків). Воно утворене дамбою висотою 67 метрів, та має можливість коливання рівня між позначками 549 та 569 метрів над рівнем моря.
Верхній резервуар — штучне водоймище з об'ємом 12 млн м3, оточене дамбою довжиною 3370 метрів з висотою від 9 до 40 метрів. Резервуар має можливість коливання рівня між позначками 874 та 849 метрів над рівнем моря.
Турбінний зал споруджено у підземному виконанні. До нього від верхнього резервуара ведуть два тунелі діаметром 6,2 м загальною довжиною 870 метрів. Два відвідні тунелі виконані в діаметрі 8,2 м та мають загальну довжину 550 метрів. Ще один тунель довжиною 1 км прокладено для доступу обслуговчого персоналу між контрольним центром та машинним залом.
Підземна трансформаторна станція містить чотири основних трансформатори та допоміжний на 10 кВ для обслуговування внутрішніх потреб станції.
Особливістю ГАЕС є те, що два з чотирьох її агрегатів виконано з асинхронним мотор-генератором. Це дозволяє їх роботу в генераторному режимі в діапазоні потужності від 40 до 265 МВт, у насосному — від 190 до 290 МВт. Два агрегати з синхронними мотор-генераторами, що можуть працювати у генераторному режимі в діапазоні потужності від 100 до 265 МВт, не призначені для маневрування потужністю в насосному режимі.
ГАЕС здатна запасати 8 млн кВт-годин у восьмигодинному циклі.